# Batalla de Julu
La batalla de Julu (巨鹿之戰 o 鉅鹿之戰) va ser lluitada a Julu (en l'actualitat Xingtai, Hebei, Xina) en el 207 aEC principalment entre les forces de Qin dirigides per Zhang Han, i els rebels de Chu liderats per Xiang Yu. Xiang Yu va sorgir victoriós, derrotant el gran exèrcit de Qin amb un petit nombre de soldats. Aquesta batalla va establir les bases de la decadència militar de Qin, ja que les seves principals forces de Qin van ser eliminades ací.

## Antecedents
Un dels líders rebels contra la dinastia Qin, Jing Ju es va proclamar nou rei de Chu però va ser derrotat per una altre grup rebel comandat per Xiang Liang, que va instal·lar al tron de Chu Xiong Xin, un descendent de la família reial tradicional de Chu, amb el nom de rei Huai II de Chu.
En el 207 aEC, el ressorgit general de Qin Zhang Han va creuar el Riu Groc per atacar l'estat de Zhao després d'haver eliminat a Xiang Liang. Allí va derrotar l'exèrcit de Zhao, i va ordenar Wang Li i She Jian d'envoltar Julu amb 200.000 homes. Wang Li era un descendent de Wang Jian, el qual va derrotar a l'avi de Xiang Yu, Xiang Yan, durant la conquesta de Chu en el 224 aEC. Zhang Han va crear una guarnició per als seus 200.000 soldats addicionals al sud de la ciutat, i mantingué un corredor d'abastament per a les forces que envoltaven la ciutat.
Per això, el rei Huai II de Chu va enviar a Xiang Yu com el segon al comandament de Song Yi en una forçà expedicionària per alleujar a Zhao, mentre posava a Liu Bang al comandament d'altra força expedicionària (la qual Xiang havia volgut de comandar) contra Guanzhong, el mateix cor de Qin. El príncep també va prometre que aquell arribés el primer a Guanzhong el faria el Rei de Guanzhong.